# Wilhelm von Opel
Wilhelm Opel (Rüsselsheim am Main, 15 maggio 1871 – Wiesbaden, 2 maggio 1948) è stato un imprenditore tedesco.

## Biografia
Wilhelm Albert Opel figlio di Adam Opel, studiò alla Technischen Hochschule Darmstadt e nella Akademischen Radfahrverein della stessa università, dal 1893 entrò nel Corps Franconia. Nel 1897 sposò Martha Bade, ebbe due figli: Fritz von Opel e Elinor von Opel. Con i suoi fratelli e la madre Sophie Opel, nel 1898 crearono la Opel automobilistica, la Anhaltische Motorwagenfabrik di Dessau già di Friedrich Lutzmann.
Wilhelm divenne con il fratello Heinrich nobile, il 13 marzo 1917 a Darmstadt ad opera del Granduca Ernesto Luigi d'Assia del Granducato d'Assia.
Negli anni '20 sviluppò la catena di montaggio per la Opel „Laubfrosch“.
Nel 1929 vendette, con il fratello Friederich, l'azienda di famiglia Opel per 154 milioni di marchi alla General Motors. Rimase nel consiglio di vigilanza fino al 1945. Nel 1933 diventa cittadino onorario di Wiesbaden.
Il 1º maggio 1933 entra nel NSDAP e anche nel Förderndes Mitglied der SS, diventa senatore della Hauses der Deutschen Kunst a Monaco di Baviera e membro della Akademie für Deutsches Recht. In Spruchkammerverfahren l'8 gennaio 1947 fu condannato al pagamento di 2.000 RM.